# Pariser Hof (Gasthof)

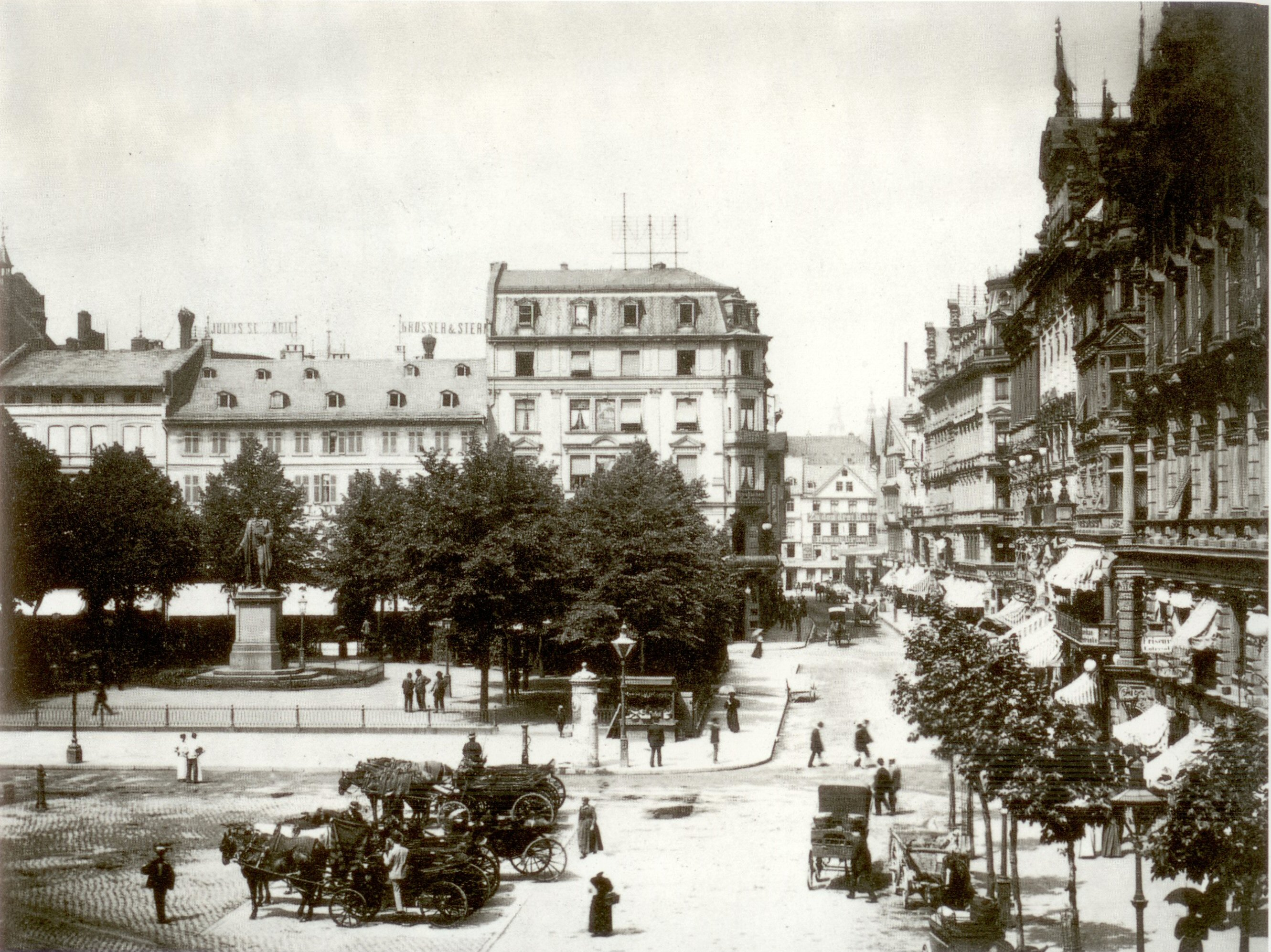
Der Pariser Hof ist das Gebäude hinter dem Schillerdenkmal. Vor 1898

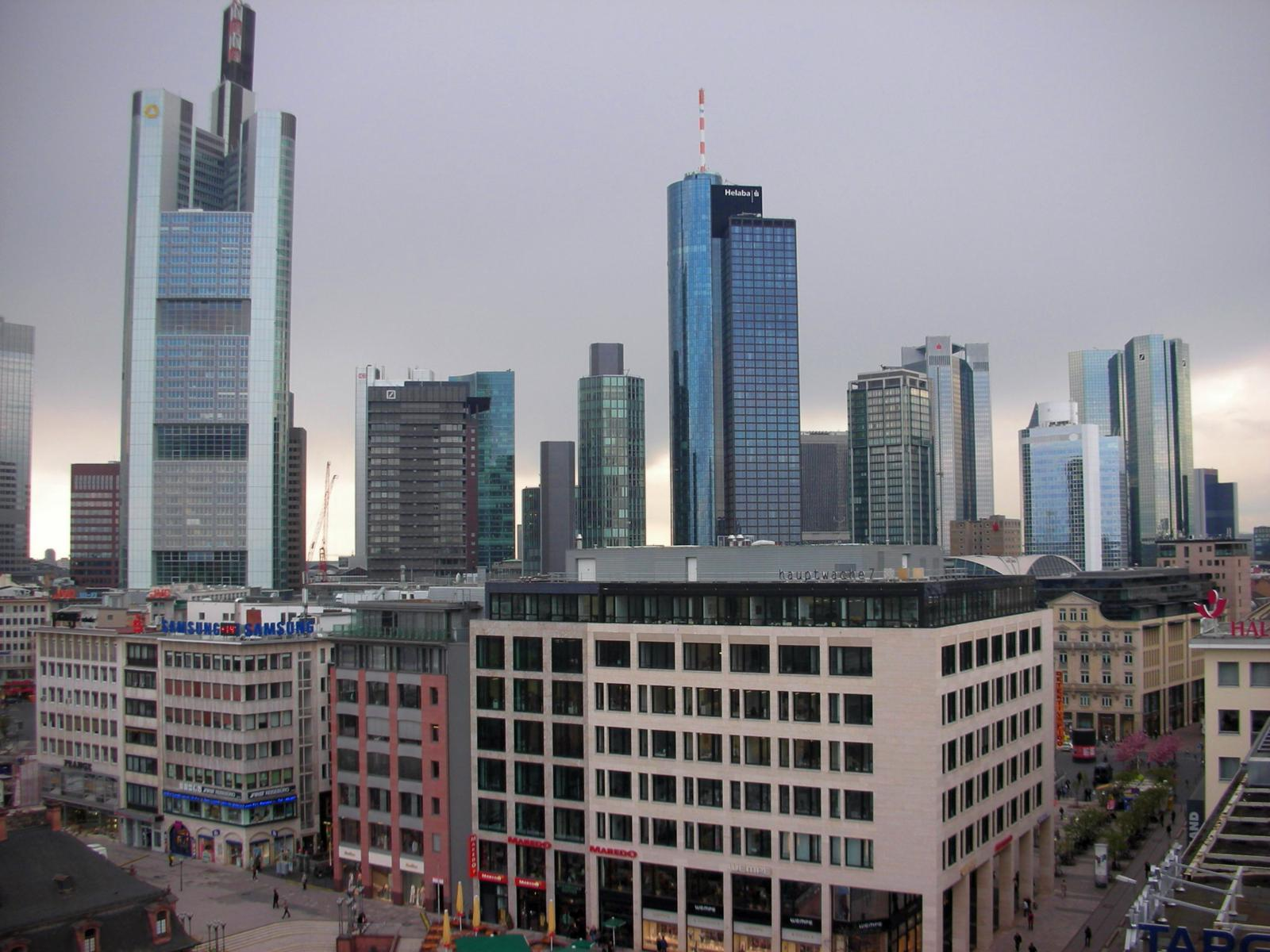
Heutige Situation

Der Pariser Hof war eine Gaststätte am Schillerplatz (heute An der Hauptwache) in der Innenstadt von Frankfurt am Main. Er ist bereits seit 1709, damals als Gasthof Zum Schwarzen Bock, nachweisbar. 1784 wohnte hier Friedrich Schiller aus Anlass der Uraufführung seines Dramas Kabale und Liebe. 1809 wurde der Gasthof klassizistisch umgebaut und nannte sich fortan Hotel à la ville de Paris, später Hotel de Paris. Allgemein bürgerte sich jedoch rasch der Name Pariser Hof ein. Ab Dezember 1848 tagte hier eine Fraktion der Frankfurter Nationalversammlung (Paulskirchenparlament), die – wie damals üblich – nach ihrem Versammlungsort ebenfalls Pariser Hof genannt wurde.
1898 wurde das Hotel abgerissen und durch ein pompöses Geschäftshaus im Stil der Neurenaissance ersetzt. Im Erdgeschoss eröffnete das Grand Café Bristol, das jedoch während der Inflationszeit unterging. In den dreißiger Jahren eröffnete wiederum ein Café, das Café Wien. 1944 wurde das Gebäude bei den Luftangriffen auf Frankfurt am Main zerstört.
1951 entstand auf dem Grundstück ein Neubau, das Allianz-Haus, den wiederum im Erdgeschoss ein bekanntes Café bezog: das Café Kranzler. Es musste 1973 für den Neubau der S-Bahn-Station Hauptwache abgerissen werden. An seiner Stelle entstand 1976 unter dem alten Namen Allianz-Haus ein nüchterner Zweckbau, der 2007 vollständig entkernt und umgebaut wurde.